# 日本生産性本部
公益財団法人日本生産性本部（にほんせいさんせいほんぶ、Japan Productivity Center）は、日本のシンクタンクである。
2025年6月から小林喜光が会長を務めている。

## 目的
社会経済システムおよび労働生産性に関する調査研究および提供、普及および啓発、研究会、セミナー等の開催を行うことにより、社会経済システムの解決に資するための国民的な合意形成に努めるとともに、国民経済の生産性の向上を図り、もって日本経済の発展、国民生活の向上および国際社会への貢献に寄与する。

## 事業
「社会経済システム」と労働生産性に関する調査研究、情報の収集及び提供・普及・啓発、研究会・セミナー等の開催、教育訓練、内外関係機関との交流・協力などを行っている。
設立当初より、「雇用の維持・拡大」、「労使の協力と協議」、「成果の公正な分配」という生産性運動三原則を掲げ、企業・組織における労働生産性の向上や経営品質の向上など、産業経済や社会生活の基盤強化に努めてきた。1970年代に入り、オイルショックによる狂乱物価や環境問題などミクロの労使の努力だけでは解決できない政策課題への対応を迫られるようになると、1973年に日本生産性本部が各界に働きかけ、マクロの政策課題の合意形成組織として「社会経済国民会議」が発足した。1994年に日本生産性本部と社会経済国民会議が統合して社会経済生産性本部が発足した後、2003年に「新しい日本をつくる国民会議（21世紀臨調）」、2011年に「日本創成会議（座長：増田寛也）」、2012年には「日本アカデメイア」と「経済成長フォーラム」、2022年に「令和国民会議（令和臨調）」などの会議体が発足している。
2003年から2017年まで、「職業のあり方研究会」において、年度末にその年度に話題になった事柄や商品名などになぞらえて（例、2008年度：カーリング型、2010年度：ETC型）、その年度の新入社員を命名し公表していた。
1958年以来、毎年夏に開催している「軽井沢トップ・マネジメント・セミナー」は、かつては政官界や労使双方のトップクラスが集う盛大なイベントとして、マスコミ各社がこぞって報道した。

## 沿革
- 1955年（昭和30年） 3月 - 財団法人日本生産性本部設立
- 1973年（昭和48年）11月 - 社団法人社会経済国民会議設立
- 1994年（平成6年） 4月 - 両者が統合し、財団法人社会経済生産性本部が発足。
- 2009年（平成21年） 4月 - 名称を日本生産性本部に戻す
- 2010年（平成22年） 3月 - 公益財団法人へ移行

## 歴代会長
日本生産性本部（社会経済生産性本部）
- 石坂泰三（1955年 - 1956年）
- 足立正（1956年 - 1972年）
- 郷司浩平（1972年 - 1986年）
- 平田富太郎（1986年 - 1992年）
- 亀井正夫（1992年 - 2002年）
- 牛尾治朗（2003年 - 2014年）
- 茂木友三郎（2014年 - 2025年）
- 小林喜光（2025年 - ）

旧・社会経済国民会議 歴代議長
- 中山伊知郎（1973年 - 1980年）
- 大河内一男（1980年 - 1984年）
- 有沢広巳（1984年 - 1986年）
- 稲葉秀三（1986年 - 1993年）

## 生産性機関
日本全国に、この本部とは別組織で、7地方本部、8の県本部が存在し、連携しながら各地域での生産性活動を行っている。また当本部が設立の中心となったアジア生産性機構(APO)に加盟する世界20カ国の生産性機関とも連携をしている。
- ブロック本部
  - 北海道生産性本部
  - 東北生産性本部
  - 一般財団法人中部生産性本部
  - 公益財団法人関西生産性本部
  - 中国生産性本部
  - 四国生産性本部
  - 公益財団法人九州生産性本部
- 県本部
  - 新潟県生産性本部
  - 一般社団法人栃木県生産性本部
  - 群馬県生産性本部
  - 埼玉県生産性本部
  - 千葉県生産性本部
  - 神奈川県生産性本部
  - 静岡県東部生産性本部
  - 一般社団法人沖縄県生産性本部
- アジア生産性機構(APO)

## 職業のあり方研究会
日本生産性本部の「職業のあり方研究会」は、2003年度から2017年度にかけてその年の「新入社員タイプ」を発表していた。なお、発表は3月のまだ新入社員が社会に入る前であった。1973年から2002年までは現代コミュニケーション・センターが命名していたがそれを引き継ぎ、2017年度まで発表した。2018年度以降は産労総合研究所が新入社員タイプを発表している。
| - 1973年 - パンダ型 - 1974年 - ムーミン型 - 1975年 - カモメのジョナサン型 - 1976年 - たいやきクン型 - 1977年 - 人工芝型 - 1978年 - カラオケ型 - 1979年 - お子様ランチ型 - 1980年 - コインロッカー型 - 1981年 - 漢方薬型 - 1982年 - 瞬間湯沸かし器型 - 1983年 - 麻雀牌型 - 1984年 - コピー食品型 - 1985年 - 使い捨てカイロ型 - 1986年 - 日替わり定食型 - 1987年 - テレフォンカード型 | - 1988年 - 養殖ハマチ型 - 1989年 - 液晶テレビ型 - 1990年 - タイヤチェーン型 - 1991年 - お仕立券付ワイシャツ型 - 1992年 - バーコード型 - 1993年 - もつ鍋型 - 1994年 - 浄水器型 - 1995年 - 四コママンガ型 - 1996年 - 床暖房型 - 1997年 - ボディシャンプー型 - 1998年 - 再生紙型 - 1999年 - 形態安定シャツ型 - 2000年 - 栄養補助食品型 - 2001年 - キシリトールガム型 - 2002年 - ボディピロー型 | - 2003年 - カメラ付ケータイ型 - 2004年 - ネットオークション型 - 2005年 - 発光ダイオード型 - 2006年 - ブログ型 - 2007年 - デイトレーダー型 - 2008年 - カーリング型 - 2009年 - エコバッグ型 - 2010年 - ETC型 - 2011年 - はやぶさ型 - 2012年 - 奇跡の一本松型 - 2013年 - ロボット掃除機型 - 2014年 - 自動ブレーキ型 - 2015年 - 消せるボールペン型 - 2016年 - ドローン型 - 2017年 - キャラクター捕獲ゲーム型 |

## 天下り問題
- 2012年1月、日本生産性本部など5つの公益法人が原子力広報事業を受注している件について談合の疑いがある事をしんぶん赤旗が調べた記事の中で、5法人のいずれも役員に経済産業省などの天下り官僚や電力会社、原子炉メーカーなどの幹部が名前を連ねており、「原発利益共同体」の有力な構成団体である[6]実態が明らかにされた。
- 2014年1月、安倍政権の行政事業レビューで厚生労働省の「地域若者サポートステーション事業」にかかる44億円の予算が打ち切られた。しかし、厚労省は補正予算で「若者育成支援事業」と名前を変えて同じ事業に35億円の予算を復活させた。地域若者サポートステーションの運営の指導・研修を委託されている日本生産性本部は、民主党時代の事業仕分けで天下りが27人いると癒着を批判されていた[7]。

## 主な出来事
- 1969年10月21日、社青同解放派の9人が「一〇二一反帝学評」と書いた旗を掲げ、渋谷区の本部の玄関から建物内部へ突入。学生らは、職員を追い出してバリケードを作り立てこもったが、駆け付けた渋谷警察署署員、機動隊により排除され、建造物不法侵入、威力業務妨害の疑いで逮捕された。当日は国際反戦デーであり、NHK放送センターや日本工業倶楽部、本所警察署なども襲撃を受けていた[8]。